# UEFA Nations League 2018-2019 - Lega A
Questa voce raccoglie un approfondimento sulle gare della Lega A e della fase finale dell'UEFA Nations League 2018-2019. La fase a gironi della Lega A si è disputata tra il 6 settembre e il 20 novembre 2018, mentre la fase finale tra le quattro vincitrici dei gruppi si è disputata tra il 5 e 9 giugno 2019. Il Portogallo ha battuto in finale i Paesi Bassi per 1-0, diventato la prima squadra ad aggiudicarsi il torneo.

## Formato
La Lega A è formata dalle 12 migliori squadre del ranking UEFA, divise in quattro gruppi da tre squadre ciascuno. La squadra vincitrice di ogni gruppo avanza alla fase finale, mentre la terza classifica di ogni raggruppamento viene inizialmente retrocessa nella Lega B della UEFA Nations League 2020-2021, ma successivamente riammessa nella Lega A a seguito del cambio di formula del torneo a partire dall'edizione successiva.
La fase finale si tiene nel giugno 2019 ed è composta dalle semifinali, dall'incontro per il terzo posto e dalla finale. Gli accoppiamenti per le semifinali, insieme alla scelta della squadra di casa per la finale del terzo posto e per la finale sono stati determinati da un sorteggio aperto svoltosi il 3 dicembre 2018. Il Portogallo, nazione ospitante della fase finale, è stato scelto tra le quattro squadre qualificate alla fase finale dal Comitato Esecutivo UEFA il 3 dicembre 2018.
Le quattro squadre vincitrici dei gruppi sono state sorteggiate in un gruppo composto da cinque squadre per le qualificazioni al campionato europeo di calcio 2020, in modo da non sovrapporre gli incontri durante la fase finale della UEFA Nations League.

## Squadre partecipanti
Le squadre sono state assegnate alla Lega A in base al coefficiente UEFA dopo il sorteggio per il turno di spareggio delle qualificazioni al campionato mondiale di calcio 2018 per la zona UEFA tenutosi l'11 ottobre 2017. Le squadre erano inserire in tre urne da quattro squadre ciascuno, ordinate in base al loro coefficiente. Le urne per il sorteggio sono state annunciate il 7 dicembre 2017.
| Squadra    | Coeff  | Rank |
| ---------- | ------ | ---- |
| Germania   | 40.747 | 1    |
| Portogallo | 38.655 | 2    |
| Belgio     | 38.123 | 3    |
| Spagna     | 37.311 | 4    |

| Squadra     | Coeff  | Rank |
| ----------- | ------ | ---- |
| Francia     | 36.617 | 5    |
| Inghilterra | 36.231 | 6    |
| Svizzera    | 34.986 | 7    |
| Italia      | 34.426 | 8    |

| Squadra     | Coeff  | Rank |
| ----------- | ------ | ---- |
| Polonia     | 32.982 | 9    |
| Islanda     | 31.155 | 10   |
| Croazia     | 31.139 | 11   |
| Paesi Bassi | 29.866 | 12   |

Il sorteggio per la fase a gironi si è svolto il 24 gennaio 2018 alle ore 12:00 CET a Losanna, in Svizzera. Il programma della fase a gironi è stato confermato dalla UEFA dopo il sorteggio.

## Gruppo 1

### Classifica
| Pos | Squadra     | Pt | G | V | N | P | GF | GS | DG |
| --- | ----------- | -- | - | - | - | - | -- | -- | -- |
| 1.  | Paesi Bassi | 7  | 4 | 2 | 1 | 1 | 8  | 4  | +4 |
| 2.  | Francia     | 7  | 4 | 2 | 1 | 1 | 4  | 4  | 0  |
| 3.  | Germania    | 2  | 4 | 0 | 2 | 2 | 3  | 7  | -4 |

Nota:
Germania riammessa in Lega A della UEFA Nations League 2020-2021 per via della riforma della competizione in vigore a partire dalla stagione successiva.

### Risultati
| Monaco di Baviera 6 settembre 2018, ore 20:45 UTC+2 | Germania       | 0 – 0 referto | Francia | Allianz Arena (67 485 spett.)\| Arbitro: \| Daniele Orsato \| |
| Arbitro:                                            | Daniele Orsato |               |         |                                                               |

| Arbitro: | Alberto Undiano Mallenco |

|                       |           |           |
| Mbappé 14’ Giroud 75’ | Marcatori | 67’ Babel |

| Arbitro: | Cüneyt Çakır |

|                                        |           |  |
| van Dijk 30’ Depay 87’ Wijnaldum 90+3’ | Marcatori |  |

| Arbitro: | Milorad Mažić |

|                           |           |                  |
| Griezmann 62’, 80’ (rig.) | Marcatori | 14’ (rig.) Kroos |

| Arbitro: | Anthony Taylor |

|                                  |           |  |
| Wijnaldum 44’ Depay 90+6’ (rig.) | Marcatori |  |

| Arbitro: | Ovidiu Hațegan |

|                    |           |                           |
| Werner 9’ Sané 20’ | Marcatori | 85’ Promes 90+1’ van Dijk |

## Gruppo 2

### Classifica
| Pos | Squadra  | Pt | G | V | N | P | GF | GS | DG  |
| --- | -------- | -- | - | - | - | - | -- | -- | --- |
| 1.  | Svizzera | 9  | 4 | 3 | 0 | 1 | 14 | 5  | +9  |
| 2.  | Belgio   | 9  | 4 | 3 | 0 | 1 | 9  | 6  | +3  |
| 3.  | Islanda  | 0  | 4 | 0 | 0 | 4 | 1  | 13 | -12 |

Nota:
Islanda riammessa in Lega A della UEFA Nations League 2020-2021 per via della riforma della competizione in vigore a partire dalla stagione successiva.

### Risultati
| Arbitro: | Michael Oliver |

|                                                                       |           |  |
| Zuber 13’ Zakaria 23’ Shaqiri 53’ Seferović 67’ Ajeti 71’ Mehmedi 82’ | Marcatori |  |

| Arbitro: | Sergej Karasëv |

|  |           |                                   |
|  | Marcatori | 29’ (rig.) Hazard 31’, 81’ Lukaku |

| Arbitro: | Antonio Miguel Mateu Lahoz |

|                 |           |                |
| Lukaku 58’, 84’ | Marcatori | 76’ Gavranović |

| Arbitro: | Andreas Ekberg |

|                 |           |                        |
| Finnbogason 81’ | Marcatori | 52’ Seferović 67’ Lang |

| Arbitro: | Orel Grinfeeld |

|                    |           |  |
| Batshuayi 65’, 81’ | Marcatori |  |

| Arbitro: | Daniele Orsato |

|                                                         |           |                |
| Rodríguez 26’ (rig.) Seferović 31’, 44’, 84’ Elvedi 62’ | Marcatori | 2’, 17’ Hazard |

## Gruppo 3

### Classifica
| Pos | Squadra    | Pt | G | V | N | P | GF | GS | DG |
| --- | ---------- | -- | - | - | - | - | -- | -- | -- |
| 1.  | Portogallo | 8  | 4 | 2 | 2 | 0 | 5  | 3  | +2 |
| 2.  | Italia     | 5  | 4 | 1 | 2 | 1 | 2  | 2  | 0  |
| 3.  | Polonia    | 2  | 4 | 0 | 2 | 2 | 4  | 6  | -2 |

Nota:
Polonia riammessa in Lega A della UEFA Nations League 2020-2021 per via della riforma della competizione in vigore a partire dalla stagione successiva.

### Risultati
| Arbitro: | Felix Zwayer |

|                     |           |               |
| Jorginho 78’ (rig.) | Marcatori | 40’ Zieliński |

| Arbitro: | William Collum |

|              |           |  |
| A. Silva 48’ | Marcatori |  |

| Arbitro: | Carlos del Cerro Grande |

|                               |           |                                           |
| Piątek 18’ Błaszczykowski 77’ | Marcatori | 32’ A. Silva 43’ (aut.) Glik 52’ B. Silva |

| Arbitro: | Damir Skomina |

|  |           |               |
|  | Marcatori | 90+2’ Biraghi |

| Milano 17 novembre 2018, ore 20:45 UTC+1 | Italia         | 0 – 0 referto | Portogallo | Stadio Giuseppe Meazza (73 000 spett.)\| Arbitro: \| Danny Makkelie \| |
| Arbitro:                                 | Danny Makkelie |               |            |                                                                        |

| Arbitro: | Sergej Karasëv |

|              |           |                  |
| A. Silva 34’ | Marcatori | 66’ (rig.) Milik |

## Gruppo 4

### Classifica
| Pos | Squadra     | Pt | G | V | N | P | GF | GS | DG |
| --- | ----------- | -- | - | - | - | - | -- | -- | -- |
| 1.  | Inghilterra | 7  | 4 | 2 | 1 | 1 | 6  | 5  | +1 |
| 2.  | Spagna      | 6  | 4 | 2 | 0 | 2 | 12 | 7  | +5 |
| 3.  | Croazia     | 4  | 4 | 1 | 1 | 2 | 4  | 10 | -6 |

Nota:
Croazia riammessa in Lega A della UEFA Nations League 2020-2021 per via della riforma della competizione in vigore a partire dalla stagione successiva.

### Risultati
| Arbitro: | Danny Makkelie |

|              |           |                      |
| Rashford 11’ | Marcatori | 13’ Saúl 32’ Rodrigo |

| Arbitro: | Benoît Bastien |

|                                                                           |           |  |
| Saúl 24’ Asensio 33’ L. Kalinić 35’ (aut.) Rodrigo 49’ Ramos 57’ Isco 70’ | Marcatori |  |

| Fiume 12 ottobre 2018, ore 20:45 UTC+2 | Croazia     | 0 – 0 referto | Inghilterra | Stadio Rujevica (0 spett.)\| Arbitro: \| Felix Brych \| |
| Arbitro:                               | Felix Brych |               |             |                                                         |

| Arbitro: | Szymon Marciniak |

|                              |           |                                |
| Paco Alcácer 58’ Ramos 90+8’ | Marcatori | 16’, 38’ Sterling 30’ Rashford |

| Arbitro: | Aljaksej Kul'bakoŭ |

|                                |           |                               |
| Kramarić 54’ Jedvaj 69’, 90+3’ | Marcatori | 56’ Ceballos 78’ (rig.) Ramos |

| Arbitro: | Anastasios Sidīropoulos |

|                      |           |              |
| Lingard 78’ Kane 85’ | Marcatori | 57’ Kramarić |

## Fase finale
Il Portogallo, nazione ospitante della fase finale, è stato scelto tra le quattro squadre qualificate alla fase finale dal Comitato Esecutivo UEFA. Gli accoppiamenti per le semifinali, insieme alla scelta della squadra di casa per la finale del terzo posto e per la finale sono stati determinati da un sorteggio aperto svoltosi il 3 dicembre 2018 alle ore 14:30 CET a Dublino, in Irlanda. Per scopi amministrativi, l'accoppiamento della semifinale in cui faceva la squadra ospiti è stata considerata come la prima delle due semifinali.

### Tabellone
|  | Semifinali | Semifinali        | Semifinali  |             |            | Finale 1º/2º posto | Finale 1º/2º posto | Finale 1º/2º posto |  |
|  |            |                   |             |             |            |                    |                    |                    |  |
|  | A3         | Portogallo        | 3           |             |            |                    |                    |                    |  |
|  | A3         | Portogallo        | 3           |             |            |                    |                    |                    |  |
|  | A2         | Svizzera          | 1           |             |            |                    |                    |                    |  |
|  | A2         | Svizzera          | 1           |             | Portogallo | Portogallo         | 1                  |                    |  |
|  |            |                   |             |             | Portogallo | Portogallo         | 1                  |                    |  |
|  |            |                   | Paesi Bassi | Paesi Bassi | 0          |                    |                    |                    |  |
|  | A1         | Paesi Bassi (dts) | Paesi Bassi | Paesi Bassi | 0          | 3                  |                    |                    |  |
|  | A1         | Paesi Bassi (dts) |             |             |            | 3                  |                    |                    |  |
|  | A4         | Inghilterra       | 1           |             |            | Finale 3º/4º posto | Finale 3º/4º posto | Finale 3º/4º posto |  |
|  | A4         | Inghilterra       | 1           |             |            |                    |                    |                    |  |
|  |            |                   |             |             |            |                    |                    |                    |  |
|  |            |                   |             |             |            | Svizzera           | Svizzera           | 0 (5)              |  |
|  |            |                   |             |             |            | Svizzera           | Svizzera           | 0 (5)              |  |
|  |            |                   |             |             |            | Inghilterra (dtr)  | Inghilterra (dtr)  | 0 (6)              |  |

### Semifinali
| Arbitro: | Felix Brych |

|                       |           |                      |
| Ronaldo 25’, 88’, 90’ | Marcatori | 57’ (rig.) Rodríguez |

| Arbitro: | Clément Turpin |

|                                           |           |                     |
| de Ligt 73’ Walker 97’ (aut.) Promes 114’ | Marcatori | 32’ (rig.) Rashford |

### Finale 3º posto
| Arbitro: | Ovidiu Hațegan |

|                                      |                      |                                               |
| Zuber Xhaka Akanji Mbabu Schär Drmić | Tiri di rigore 5 – 6 | Maguire Barkley Sancho Sterling Pickford Dier |

### Finale
| Arbitro: | Alberto Undiano Mallenco |

|            |           |  |
| Guedes 60’ | Marcatori |  |

## Statistiche

### Classifica marcatori
5 reti
- Haris Seferović

4 reti
- Romelu Lukaku

3 reti
- Marcus Rashford
- Cristiano Ronaldo

- André Silva
- Sergio Ramos (1 rigore)

2 reti
- Michy Batshuayi
- Thorgan Hazard
- Tin Jedvaj
- Andrej Kramarić
- Raheem Sterling

- Antoine Griezmann (1 rigore)
- Memphis Depay (1 rigore)
- Virgil van Dijk
- Quincy Promes
- Georginio Wijnaldum

- Rodrigo
- Saúl Ñíguez
- Ricardo Rodríguez

1 rete
- Eden Hazard (1 rigore)
- Harry Kane
- Jesse Lingard
- Olivier Giroud
- Kylian Mbappé
- Toni Kroos (1 rigore)
- Leroy Sané
- Timo Werner
- Alfreð Finnbogason
- Cristiano Biraghi
- Jorginho (1 rigore)

- Ryan Babel
- Matthijs de Ligt
- Jakub Błaszczykowski
- Arkadiusz Milik (1 rigore)
- Krzysztof Piątek
- Piotr Zieliński
- Gonçalo Guedes
- Bernardo Silva
- Paco Alcácer
- Marco Asensio
- Dani Ceballos

- Isco
- Albian Ajeti
- Nico Elvedi
- Mario Gavranović
- Michael Lang
- Admir Mehmedi
- Xherdan Shaqiri
- Denis Zakaria
- Steven Zuber

Autoreti
- Lovre Kalinić (1, pro  Spagna)

- Kyle Walker (1, pro  Paesi Bassi)

- Kamil Glik (1, pro  Portogallo)